# Николаев, Денис Вадимович
Денис Вадимович Николаев (10 июня 1992, Ханты-Мансийск) — российский биатлонист, чемпион и призёр чемпионата России. Мастер спорта России.

## Биография
Воспитанник СДЮСШОР Сургутского района (г. Солнечный), тренер — Н. Н. Князев. На взрослом уровне представлял Ханты-Мансийский АО, также в разные периоды карьеры представлял Свердловскую область и Камчатский край.
В 2013 году принимал участие в чемпионате Европы среди юниоров в Банско, стартовал только в индивидуальной гонке, где занял 21-е место. Также участвовал в зимней Универсиаде 2013 года в Валь-ди-Фьемме, где занял 16-е место в индивидуальной гонке, 20-е — в спринте, 10-е — в гонке преследования и 26-е — в масс-старте.
На взрослом уровне в 2016 году стал чемпионом России в гонке патрулей в составе сборной ХМАО. В 2015 году в этой же дисциплине завоевал серебряную медаль. Становился победителем соревнований «Ижевская винтовка» в эстафете.